# Cerco de Cidade Rodrigo
O cerco de Ciudad Rodrigo, ou, na sua forma portuguesa, de Cidade Rodrigo, e a sua consequente captura pelas tropas do Tenente-General Sir Arthur Wellesley foi uma operação militar que decorreu entre 8 e 19 de Janeiro de 1812, no âmbito da Guerra Peninsular (1807-1814). A guarnição francesa, sob comando do Brigadeiro-Geneneral Baron Barrié, resistiu até à noite do dia 19 daquele mês.

## O Campo De Batalha
Ciudad Rodrigo situa-se na margem direita (Leste) do Rio Águeda (que desagua no Douro; existe um outro Rio Águeda, afluente do Vouga) e ocupa todo o topo de uma colina, cerca de 30 metros acima do nível normal do rio. A muralha principal é antiga, construída no século XVIII e tem quase 10 metros de altura e era construída em alvenaria de má qualidade. No século XVIII foram feitos alguns melhoramentos acrescentando um conjunto de obras que, devido à morfologia do terreno, apenas proporcionavam uma protecção parcial. Não existia uma cidadela mas sim um castelo que se erguia na parte da cidade mais próxima do rio.

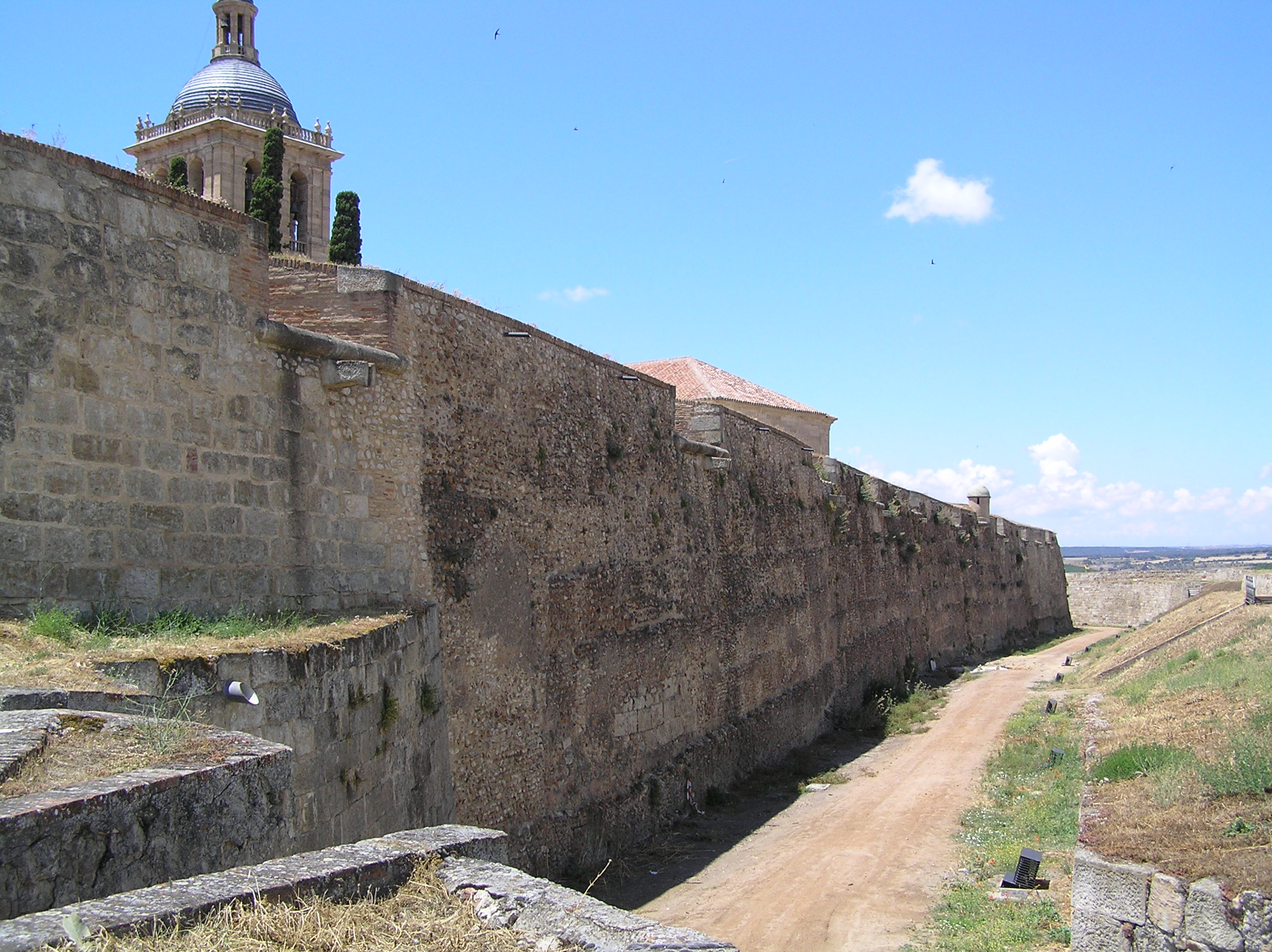
Muralha interior de Ciudad Rodrigo, da porta de Amayuelas para oeste.

A fortaleza era dominada a partir do Téson Grande, uma colina situada a 550 metros para Norte e cerca de 4 metros acima do nível das muralhas. Entre o Téson Grande e as muralhas existe uma segunda colina, mais baixa e de menor extensão chamada Téson Pequeno. Quando Massena capturou Ciudad Rodrigo em 1810, ele colocou a sua artilharia de cerco, destinada a abrir as brechas nas muralhas, no Téson Grande. Para evitar que Wellington fizesse o mesmo, os franceses construíram ali um reduto (Reduto Reynaud) que dispunha de três bocas de fogo de artilharia e estava preparado para uma guarnição de 70 homens. A guarnição francesa de Ciudad Rodrigo contava com esta fortificação para ganhar tempo suficiente para receber apoio de Marmont (comandante do Exército de Portugal) e Dorsenne (comandante do Exército do Norte).

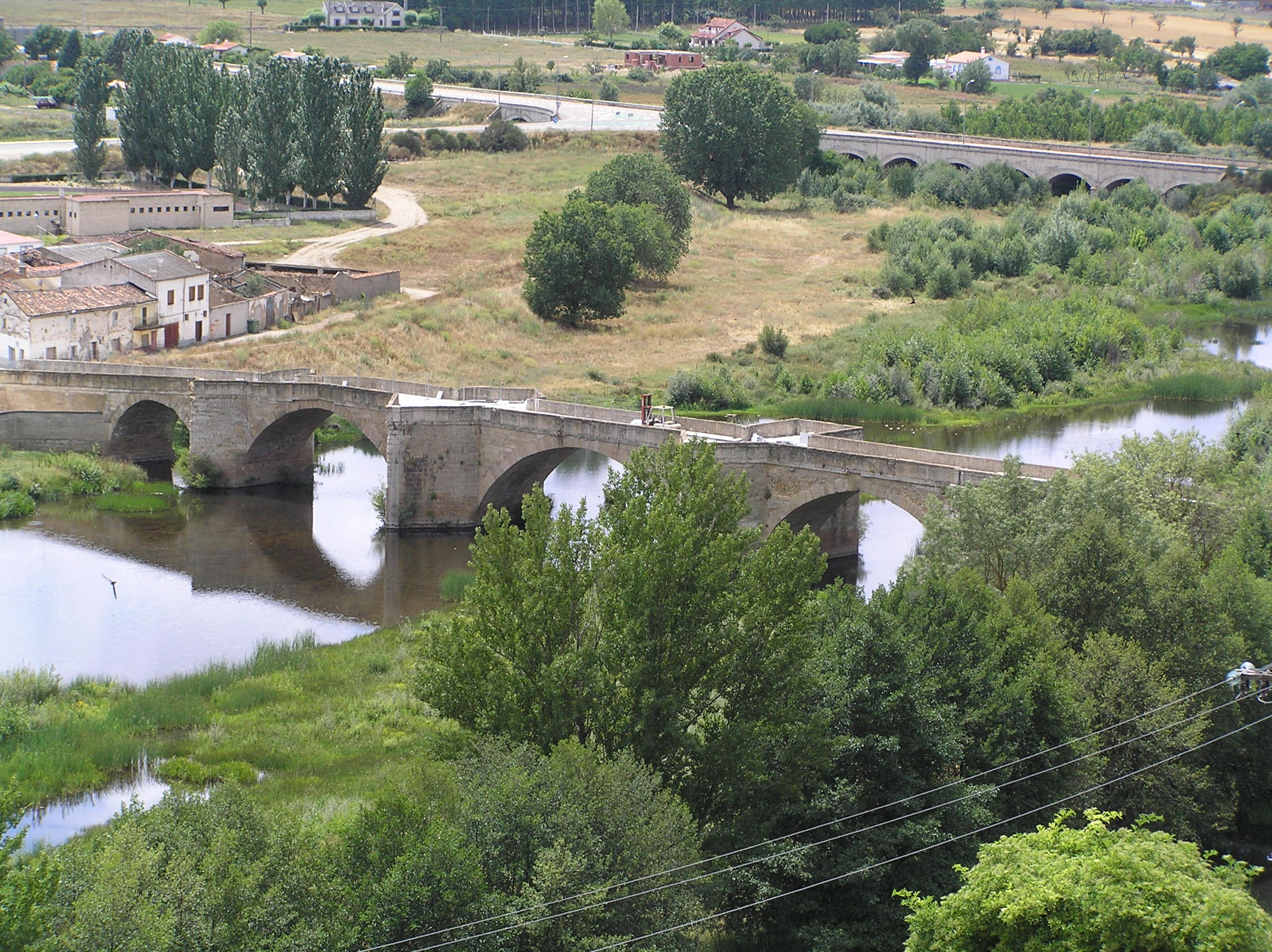
Antiga ponte romana sobre o Águeda, onde passaram as tropas de O'Toole no dia 19 de Janeiro.

O Convento de São Francisco, fora das muralhas e a Norte da cidade, foi fortificado pelos franceses e ali foram instaladas quatro bocas de fogo de artilharia. As bocas de fogo instaladas na parte Norte de muralha tornavam difícil a aproximação ao Convento. Na região a Nordeste da praça situava-se uma área urbana fortificada conhecida como o subúrbio de São Francisco. No extremo Sul desta área (frente às muralhas da zona Leste da praça) encontrava-se o Convento de São Domingos e do outro lado da cidade, no exterior, frente às muralhas da zona Oeste, situava-se o Convento de Santa Cruz.

## Antecedentes
As últimas forças francesas que participaram na Terceira Invasão de Portugal tinham conseguido escapar ao cerco que as tropas de Wellington mantinham sobre a praça de Almeida, na noite de 10 para 11 de Maio de 1811 - ver o artigo Cerco de Almeida (1811). Ficava criada uma situação de impasse: no eixo Norte os Aliados dominavam Almeida e os franceses Ciudad Rodrigo; no eixo Sul os Aliados dominavam Elvas e os franceses Badajoz. Se Wellington pretendia tomar uma atitude ofensiva e entrar em Espanha teria de capturar Ciudad Rodrigo e Badajoz. Ciudad Rodrigo ficou sujeita a um bloqueio mas não foram iniciadas operações de cerco.
Wellington não dispunha de tropas suficientes para pôr cerco a Ciudad Rodrigo e, simultaneamente, repelir um provável ataque do Marechal Marmont que tinha substituído Massena no comando do Exército de Portugal. Wellington tinha cerca de 16.000 homens no sul, sob comando do General Rowland Hill, em vigilância do eixo sul de invasão (Badajoz-Elvas). Restavam-lhe 46.000 homens. Marmont dispunha de uma força de 40.000 homens que poderia ser reforçada por mais 30.000 do Exército do Norte  do Marechal Bessières. Wellington podia apenas manter um bloqueio que não impedia Ciudad Rodrigo de ser abastecida, mas apenas obrigava os franceses a um esforço suplementar para o conseguir. Seria necessário esperar por uma oportunidade que fosse favorável para tentar capturar aquela praça.
O bloqueio da praça não impediu os franceses de ali introduzirem abastecimentos mas impediu-os de retirarem de lá o trem de cerco do Exército de Portugal que, em Setembro de 1811, tinha sido armazenado por Massena no interior das muralhas. A 13 de Dezembro, Marmont recebeu ordens para destacar 10.000 homens em apoio das tropas que tinham a missão de capturar Valência e 4.000 para cobrir a linha de comunicações que aquela expedição exigia. Desta forma, Marmont ficava sem 1/3 dos seus efectivos. No dia 24 de Dezembro, Wellington teve conhecimento de que uma parte do Exército de Portugal estava em marcha para Leste. Quatro dias depois soube que os franceses se dirigiam para Valência. Não perdeu a oportunidade e deu ordens para ser iniciado o cerco de Ciudad Rodrigo.

## As forças em presença

### As forças francesas
A guarnição francesa em Ciudad Rodrigo estava sob comando do General de Brigada Jean Léonard Barrié e tinha um efectivo de 2.000 homens mas um décimo estavam doentes. Era constituída pelas seguintes tropas:
- 1 batalhão do 34º Regimento de Infantaria Ligeira
- 1 batalhão do 113º Regimento de Infantaria de Linha
- 2 companhias de artilheiros
- 1/2 companhia de sapadores.

Dispunham de abundante artilharia com não menos que 153 peças pesadas, com as correspondentes dotações de munições e 167 artilheiros.

### As forças anglo-lusas
As forças anglo-lusas, com um efectivo total de 10.700 homens, eram comandadas pelo Tenente-General Sir Arthur Wellesley e tinham a seguinte organização:
- Divisão Ligeira — Major-General Robert Craufurd — formada por quatro batalhões britânicos e dois batalhões portugueses, agrupados em duas brigadas:

Brigada de Barnard — 1/43rd, 1/95th (4 companhias), 2/95th (2 companhias),  e Caçadores 1
Brigada de Vandeleur -  1/52nd, 2/52nd, 1/95th (4 companhias) e Caçadores 3.
- 3ª Divisão de Infantaria — Tenente-General Sir Thomas Picton — formada por oito batalhões britânicos e dois batalhões portugueses, agrupados em três brigadas:

Brigada de Mackinnon -  1/45th, 1/74th, 1/88th, 5/60th (3 companhias);
Brigada de J. Campbell - 2/5th, 1/77th, 2/83th, 1/94th
Brigada portuguesa de Champalimaud, temporariamente sob o comando do tenente-Coronel Palmeirim - RI 9 (1 batalhão) e RI 21 (1 batalhão).
- Brigada Independente Portuguesa — Brigadeiro Dennis Pack — formada por cinco batalhões portugueses:1/RI 1[10], 2/RI 1, 1/RI 16, 2/RI 16 e Caçadores 4
- 36 bocas de fogo de artilharia de cerco.

Para além destas unidades, Wellington dispunha ainda das 1ª e 4ª Divisões que chegaram a tomar parte nos trabalhos de preparação das trincheiras mas não no assalto à praça de Ciudad Rodrigo.

## O cerco
O exército de Wellington estava acantonado nas proximidades da praça de Almeida (excepto a Divisão Ligeira que se mantinha próxima de Ciudad Rodrigo). A 2 e 3 de Janeiro foram distribuídas ordens para avançar para a linha do Águeda e as suas divisões começaram a atravessar a fronteira no dia 4, com neve e chuva intensa. No dia 5, as tropas que iam participar no cerco estavam dentro de Espanha, apesar das más condições climatéricas que tornaram as estradas difíceis de transitar. Os carros com abastecimentos e munições que saíram de Almeida demoraram dois dias a percorrer quase 10 Km até Gallegos.  No dia 6 de Janeiro, o quartel-general foi transferido para Gallegos e Wellington com o seu estado-maior fez um reconhecimento à praça de Ciudad Rodrigo.

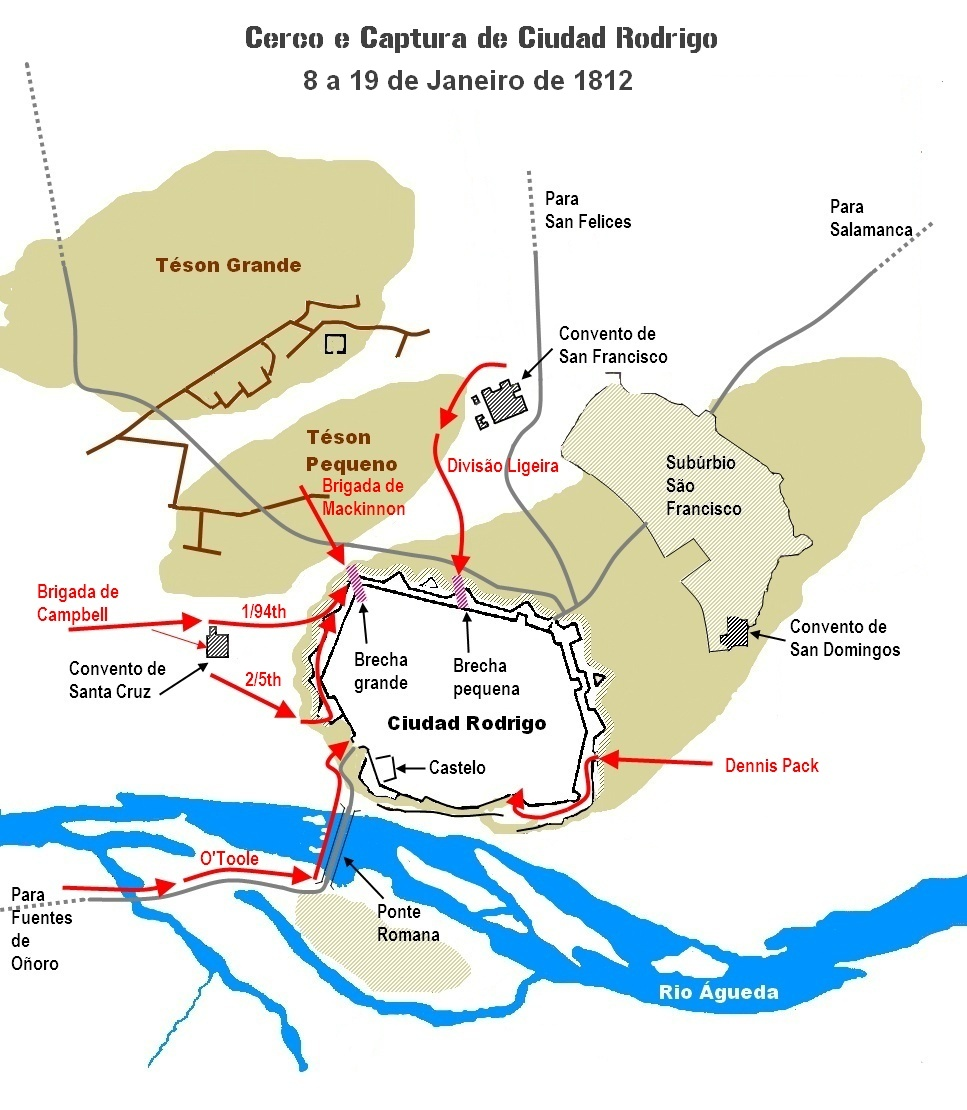
Mapa do cerco e assalto à praça de Ciudad Rodrigo em 1812

Wellington estabeleceu um plano: ocupar a o Téson Grande, estabelecer ali uma primeira paralela, ligar-se ao Téson Pequeno com as trincheiras necessárias e construir nesta colina mais pequena uma segunda paralela onde seriam instaladas as baterias destinadas a abrir as brechas nas muralhas.
A primeira tarefa seria capturar a fortificação existente no Téson Grande. Para isso, a Divisão Ligeira recebeu ordem para o fazer por escalada, sem preparação da artilharia. No dia 8 de Janeiro, depois de escurecer, o reduto no Téson Grande foi atacado por dez companhias da Divisão Ligeira (Duas companhias de cada um dos regimentos 1/43rd, 1/52nd, 2/52nd e 1/95th e duas companhias de Caçadores 1 e 3), sob o comando do Coronel Colborne. Estas tropas só foram detectadas pelos franceses quando já se encontravam a menos de 50 metros de distância. O reduto foi cercado, as tropas foram instaladas por forma a fazerem fogo sobre quem aparecesse nas muralhas e uma parte das forças assaltou o forte sendo este capturado ao fim de  20 minutos. Colborne perdeu 25 homens (seis mortos e dezanove feridos),  e a guarnição francesa, que tinha cerca de 60 homens, foi morta ou capturada. Só quatro dos defensores conseguiram escapar para a praça de Ciudad Rodrigo.
Assim que se apoderaram do reduto, os Aliados começaram os trabalhos de entrincheiramento e instalação das baterias de cerco. No dia 9 começaram a construir a primeira paralela a 700 metros das muralhas. O tempo estava muito frio e era rara a manhã em que não se encontravam mortas de frio, nos seus postos, sentinelas portuguesas! e a terra até à profundidade de 2 a 3 cm tinha gelado. No entanto o solo era macio e trabalhava-se bem. Já o fogo vindo da praça de Ciudad Rodrigo era contínuo e intenso pois os franceses dispunham de artilharia e munições com abundância. As tropas fizeram o seu trabalho com entusiasmo, cada divisão durante vinte e quatro horas, tendo de acautelar a defesa contra possíveis saídas, abrir as trincheiras sob a direcção dos oficiais de engenharia, construir gáveas e faxinas e reparar os danos provocados pelo fogo intenso dos franceses.
No dia 13 de Janeiro, às 16H30, a artilharia aliada iniciou o fogo e, após uma noite de bombardeamento, os franceses foram expulsos dos subúrbios fortificados da praça de Ciudad Rodrigo. Três companhias capturaram o Convento de São Francisco que os franceses estavam a utilizar como posto de observação. Na tarde do dia 14 de Janeiro, as baterias abriram fogo sobre as muralhas. Neste mesmo dia de manhã, uma força francesa saiu da praça e dirigiu-se às trincheiras recém-abertas no Téson Pequeno. Os grupos de soldados britânicos e portugueses que aí trabalhavam foram facilmente afastados e os franceses causaram muitos estragos, enchendo novamente várias secções das trincheiras, antes de voltarem para a fortaleza. No regresso, os franceses levaram consigo todas as ferramentas que conseguiram carregar. As tropas aliadas voltaram ao trabalho e, após algumas horas, os danos tinham sido reparados.
No dia 16, tanto da parte das tropas aliadas como das francesas, o fogo foi interrompido durante 24 horas devido a um denso nevoeiro e a construção das trincheiras fez um considerável progresso. Foi depois retomado o bombardeamento das muralhas e a 19, as muralhas tinham cedido.  Vinte e três peças de 24 libras e quatro de 8 libras fizeram fogo sobre o local onde os franceses tinham aberto uma brecha em 1810 e a alvenaria estava fraca. Durante cinco dias, foram feitos 9.515 disparos de artilharia e consumidos 834 barris de pólvora - cada barril continha 90 libras (40,82 Kg) de pólvora. Cerca de 230 metros à esquerda, foi aberta outra brecha, mais pequena.

## O ataque à praça de Ciudad Rodrigo
A 19 de Janeiro, Wellington ordenou que o ataque fosse desencadeado nesse mesmo dia às 19H00. A artilharia recebeu ordens para procurar e destruir quaisquer bocas de fogo francesas que pudessem fazer fogo sobre as colunas de assalto. A brecha maior foi atribuída à 3ª Divisão (Picton) e a mais pequena, do lado esquerdo do atacante, à Divisão Ligeira.
O assalto na brecha principal iria ser precedido de dois ataque secundários. A Brigada de Campbell avançaria de trás do Convento de Santa Cruz, do lado ocidental das muralhas. O Coronel O’Toole com a companhia ligeira do 2/83rd e Caçadores 2 avançaria a sul do Águeda, atravessaria a ponte e iria escalar em silêncio a obra exterior fronteira ao castelo com a finalidade de capturar as duas bocas de fogo que apontavam para Ocidente ao longo da muralha principal. O 2/5th abriria caminho entre o rio e as fortificações, passaria o portão sobre o fosso principal, subiria à muralha exterior por escalada e afastaria os franceses das obras exteriores até à brecha principal. As restantes nove companhias do 2/83rd iriam guarnecer a secção ocidental da segunda paralela de onde fariam fogo sobre as muralhas principais. O 1/94th iria avançar perpendicularmente à parte ocidental da muralha e, ao atingir o fosso exterior, seguiria em direcção á brecha maior com a finalidade de dominar qualquer revelim de onde pudesse ser apoiada a defesa da brecha principal. O 1/77th permaneceria em reserva. A Brigada de Mackinnon iria atacar a brecha principal e partiria da secção oriental da segunda paralela. Assim que estas tropas iniciassem o movimento, os batalhões de linha da Brigada Portuguesa de Power iriam ocupar as suas posições. Mackinnon seria apoiado à sua esquerda por três companhias que tinham a missão de fazer fogo sobre a muralha principal mas não de participar no assalto.
A Divisão Ligeira, deveria reunir-se atrás do antigo convento de S. Francisco, a Norte da brecha mais pequena. A Brigada de Vandeleur seria a responsável pelo assalto, com o apoio da Brigada de Barnard. A Brigada Portuguesa Independente de Dennis Pack iria executar um ataque de diversão sobre o lado oriental das muralhas. A 4ª Divisão ficaria a ocupar as trincheiras.

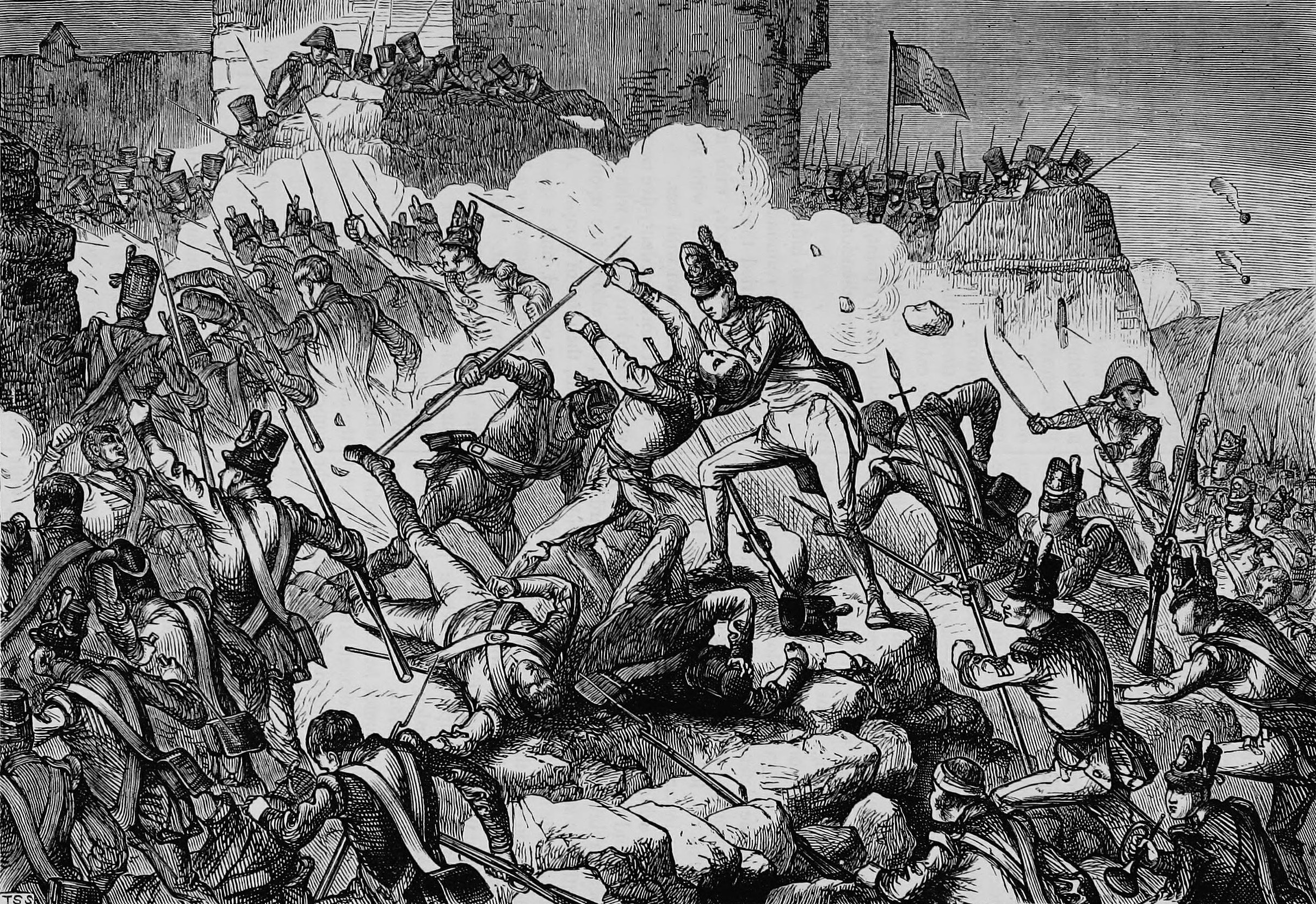
Infantaria britânica no assalto a Ciudad Rodrigo. Gravura do século XIX.

Os ataques iniciais começaram pelas 19H00. O’Toole atingiu o seu objectivo e capturou as duas bocas de fogo de artilharia. O 1/77th, por engano, seguiu o 2/5th. Este cumpriu igualmente a sua missão e atingiu a brecha maior antes da Brigada de Mackinnon e quase simultaneamente com o 1/94th. Campbell lançou a sua Brigada (1/94th, 2/5th e 1/77th) sobre as ruínas da brecha maior seguido pela Brigada de Mackinnon. As duas brigadas foram obrigadas a parar no topo da brecha. Os franceses tinham construído dois fossos de forma a isolarem o recinto. Atrás de cada fosso tinham sido construídos trabalhos de fortificação onde tinham sido instalados obuses de 24 libras. Além disso, tornava-se impossível penetrar na cidade sem conseguir passar um declive de quase cinco metros onde tinham sido colocados numerosos obstáculos e uma muralha improvisada semicircular de onde os defensores mantinham um fogo intenso.
As forças avançadas dos atacantes foram gravemente atingidas, não só pelo fogo dos mosquetes e dos obuses mas também pelas granadas que eram lançadas sobre eles. Apesar disso, os atacantes atravessaram os fossos e capturaram as peças de artilharia. Subitamente, deu-se uma poderosa explosão na área. Os franceses tinham conseguido colocar sob a brecha uma mina que foi detonada quando a situação se tornou desesperada. Muitos homens da 3ª Divisão foram atingidos, Mackinnon entre eles. Mas a mina tinha sido de tal forma potente que os franceses foram igualmente atingidos e as obras defensivas danificadas. Logo a seguir, as restantes tropas da Divisão entraram na cidade e começaram a dominar as muralhas.
Mais para Leste, a Divisão Ligeira atacou a brecha menor. Nesta brecha não foram construídos fossos, muralhas secundárias ou minas. Os defensores mantiveram um fogo intenso durante algum tempo e Vandeleur e Craufurd foram feridos, este último, mortalmente. No entanto, a defesa francesa deteriorou-se rapidamente. A Divisão Ligeira avançou, ocupou as muralhas, e empurrou os defensores para o interior da cidade. Alguns homens da Divisão Ligeira tinham avançado tão depressa e tão profundamente ao longo das muralhas que chegaram a ser atingidos pela explosão na brecha principal. Entretanto, tanto Pack como O’Toole tinham conseguido entrar na cidade e o governador (Barrié) entendeu que não tinha tropas suficientes para continuar a defesa e deu ordens para a rendição.
As baixas das tropas anglo-lusas foram cerca de 1.100 durante todas as operações. Neste número estão incluídas 568 baixas sofridas durante o assalto às muralhas. Destes, 125 foram mortos e, entre eles, encontravam-se dois majores-generais. Os franceses sofreram aproximadamente 530 mortos e feridos e os restantes foram aprisionados. Marmont perdia também cerca de 150 bocas de fogo e muitas munições que constituíam o seu trem de cerco.
Após a rendição houve um saque e muitos soldados embriagaram-se. Três edifícios foram incendiados. O General Picton e outros oficiais puseram as suas vidas em risco para porem ordem entre as suas tropas. A cidade tinha sido capturada de assalto e as tropas assumiram de imediato o direito à pilhagem. No entanto, nenhum civil espanhol foi morto embora alguns (poucos) tenham sido molestados.
Wellington mandou de seguida reparar as fortificações, instalar uma guarnição espanhola adequada e abastecer a praça. Ele queria estar pronto para enfrentar Marmont e Dorsenne se estes o atacassem. O próximo objectivo seria Badajoz. O eixo de invasão Norte estava nas mãos dos Aliados. Era necessário assegurar, de igual forma, o eixo de invasão Sul.

## Observações
Este foi o único cerco feito por Wellington em que tudo correu sem sérios entraves, do princípio ao fim. A praça foi capturada em doze dias, quando Wellington tinha previsto demorar vinte e quatro. Foi também a primeira vez que o seu exército capturou uma praça por assalto.